# Broadway Familie
Broadway Familie (Originaltitel: Broadway Bound) ist ein US-amerikanischer Film, der 1992 von Paul Bogart nach dem gleichnamigen Bühnenstück des Autors Neil Simon inszeniert wurde. Er vereint Elemente aus Filmdrama und Komödie. Die Erstausstrahlung im US-amerikanischen Fernsehen war am 23. März 1992. Nach Brighton Beach Memoirs (1986) und Biloxi Blues (1988) bildet der Film den Abschluss Simons teilweise autobiografischer Trilogie.

## Handlung
Kate Jerome lebt mit ihrem Vater, ihrem Mann Jack sowie den beiden Söhnen Stanley und Eugene in einem gutbürgerlichen Haus vor den Toren New York Citys. Aber das Familienleben ist keineswegs von Harmonie geprägt. Kates Tage sind von der tagtäglichen Hausarbeit ausgefüllt und Jack verbringt die meiste Zeit im Büro. Als Kate erfährt, dass ihr Mann eine Affäre hat, fordert sie ihn auf auszuziehen. Die Söhne Stanley und Eugene träumen von einer Karriere als Schriftsteller, was Vater Jack als jugendliche Spinnerei abtut. Zu allem Überfluss kommt auch noch Kates wohlhabende Schwester Blanche aus Miami zu Besuch und macht ihrem gebrechlichen Vater Vorhaltungen, weil er nicht zu ihr ins warme Florida zieht.
Als sich der Erfolg für Stan und Gene einstellt und auch sie ihre eigenen Wege gehen, wird es um den großen Familienesstisch immer leerer. Die Familienstreitigkeiten sind nun vorüber und Kate wirkt emotional gefestigt. Zu ihrer großen Freude schenkt ihr Eugene zwei Enkeltöchter. So sieht sich Großvater Ben nicht mehr genötigt, Kate mit seiner Anwesenheit eine moralische Stütze zu sein und beschließt nun doch, den Rest seines Lebens in Florida zu verbringen.

## Hintergrund
Jonathan Silverman, der in Broadway Familie den Stan mimt, spielte im gleichnamigen Bühnenstück (das übrigens 1986 mit dem Tony Award ausgezeichnet wurde) und auch im ersten Teil der Fernsehserie den Gene.
Auch wenn der Film von der ABC für das Fernsehen produziert wurde, so kam er trotzdem in einigen britischen und australischen Kinos zur Aufführung.
Der Kinostart in Deutschland war am 17. Dezember 1992.
Die Miniserie trägt den Titel Brighton Beach Memories. Teil 1 der Trilogie läuft im deutschen Fernsehen unter dem Titel Mein geheimes Tagebuch, Teil 2 unter dem englischen Originaltitel Biloxi Blues.

## Kritik
TV Spielfilm hält Broadway Familie für eine „Hübsche Verfilmung eines tollen Bühnenstücks“.

„Gediegen inszenierte melancholische Komödie als dritter Teil einer filmischen Autobiografie, die nur leidlich unterhält und deren melancholische Grundstimmung nur wenig berührt.“